# NGC 5980
NGC 5980 је спирална галаксија у сазвежђу Змија која се налази на NGC листи објеката дубоког неба.
Деклинација објекта је + 15° 47' 15" а ректасцензија 15h 41m 30,5s. Привидна величина (магнитуда) објекта NGC 5980 износи 12,7 а фотографска магнитуда 13,4. NGC 5980 је још познат и под ознакама UGC 9974, MCG 3-40-26, CGCG 107-25, IRAS 15391+1556, PGC 55800.